# 卡哈爾體

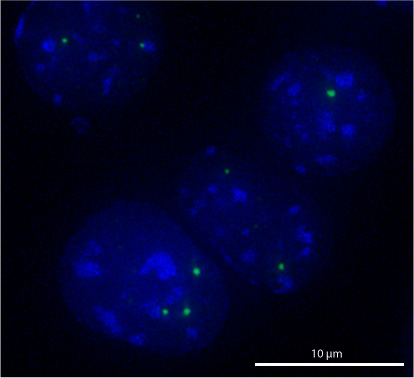
通过p80 / Coilin蛋白与GFP融合可视化的包含卡哈爾體（绿色）的小鼠细胞核（蓝色）。

卡哈爾體（英語：Cajal body，或譯柯浩体），是存在于细胞核裡的细胞器。卡哈爾體是相当具保留性的核细胞器。到目前为止，在脊椎动物、果蝇、酵母菌，以及植物中均发现存在卡哈爾體。尽管卡哈爾體被发现已经100多年，卡哈爾體的确切功能还不是很明朗。初步证据顯示卡哈爾體可能与参与mRNA剪接的「snRNA－蛋白质复合体」的成熟有关。
1903年，西班牙医学家圣地亚哥·拉蒙-卡哈尔用高尔基染色法在兔和人的神经元细胞核内发现着色的除核仁外，还有一个黑点，他称之为「核仁附属体」（nucleolar accessory body）。之后一些科学家在其他生物的细胞核发现类似的结构，并给以不同的名称。直到1999年，美国细胞生物学家约瑟夫·G·加尔建议将这些相同的核细胞器重新命名为“卡哈爾體”以纪念它的发现者。